# 郑州美术馆
郑州美术馆是位于中国河南省郑州市中原区的综合性美术馆，隶属于郑州市文化广电和旅游局。1995年4月20日，郑州美术馆瑞达馆开工建设，位于郑州高新技术产业开发区瑞达路83号，1997年10月30日建成并对外开放。瑞达馆占地面积28.4亩，建筑面积5,200平方米，展厅面积1,800平方米。
郑州美术馆新馆于2016年开工建设，位于丹水大道与长椿路口东南侧，由同济大学建筑设计研究院设计、中建七局建设。新馆占地面积53,557平方米，建筑面积96,689平方米。新馆于2020年12月25日开放。

## 建筑与设施

### 瑞达馆
第一展厅占160平方米，为常设陈列厅。第二、第四展厅为环形，各600平方米，为临时展厅。第三、第五展厅为长方形，各140平方米。还设置了260平方米的多功能厅，100平方米的接待厅和画家创作楼。
郑州美术馆还成立了郑州画院，是一个以国画、书法、油画为主的美术创作、研究机构。

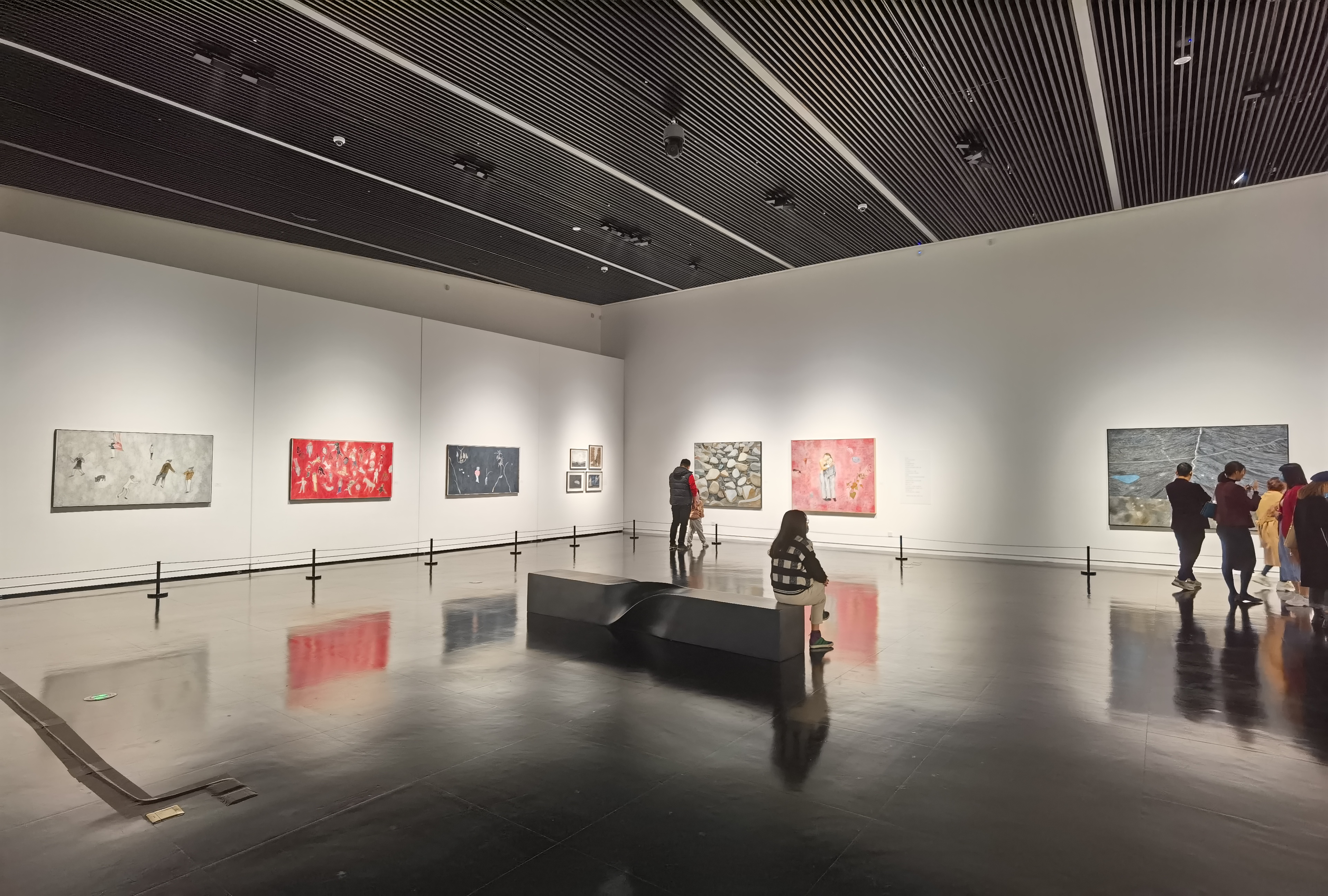
展厅

### 新馆
新馆与郑州史志档案馆共用同一建筑，由郑州市建设投资集团有限公司投资5.3亿元人民币建设，位于郑州中央文化区内。建筑共4层，拥有7个展厅，面积7,000平方米，其中最大展厅1,700平方米。建筑以斗为创作原型，外立面模仿了河南巩义石窟。建筑获得了第九届威海国际建筑设计大奖赛优秀奖。

## 图集

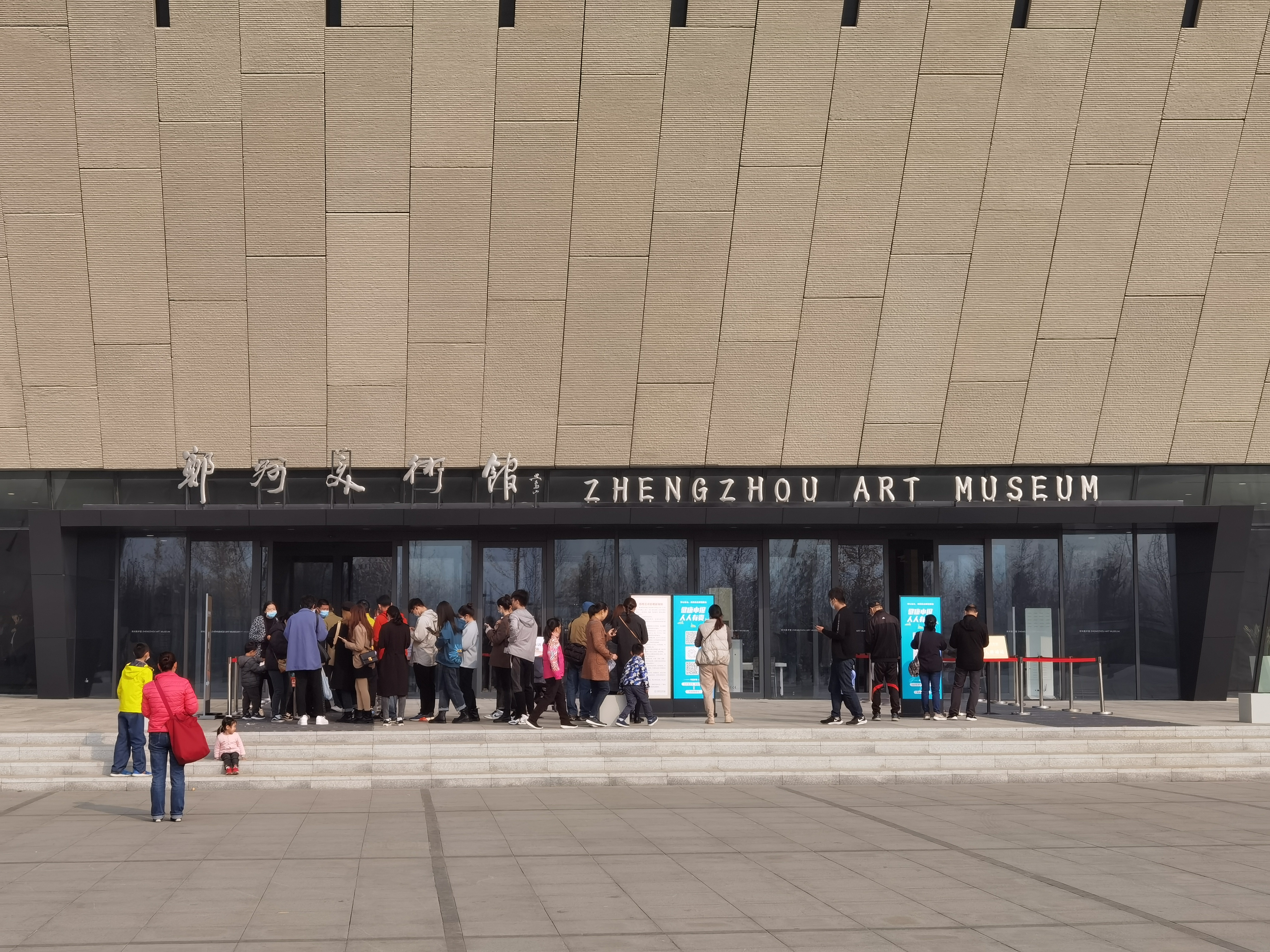
入口
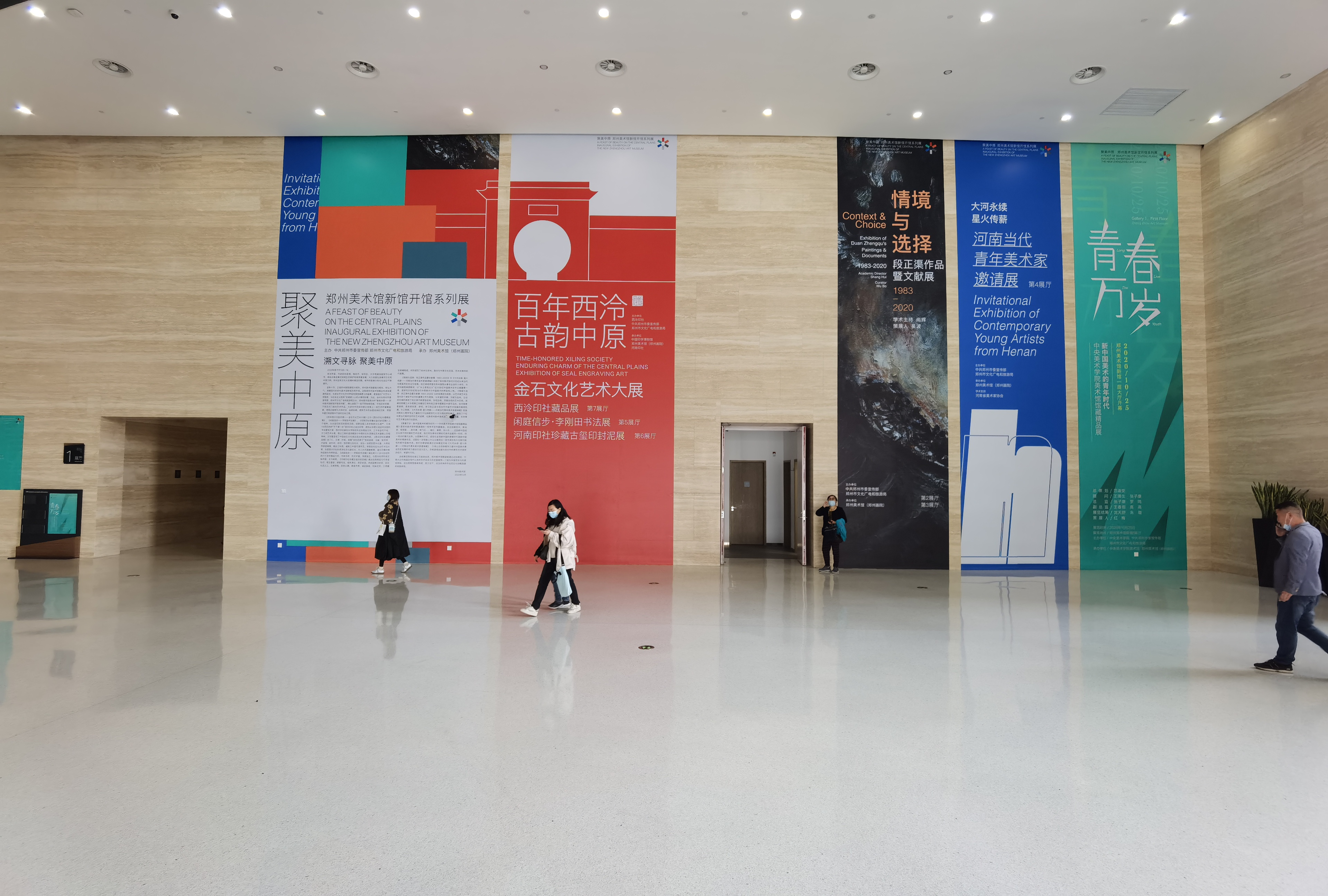
大厅
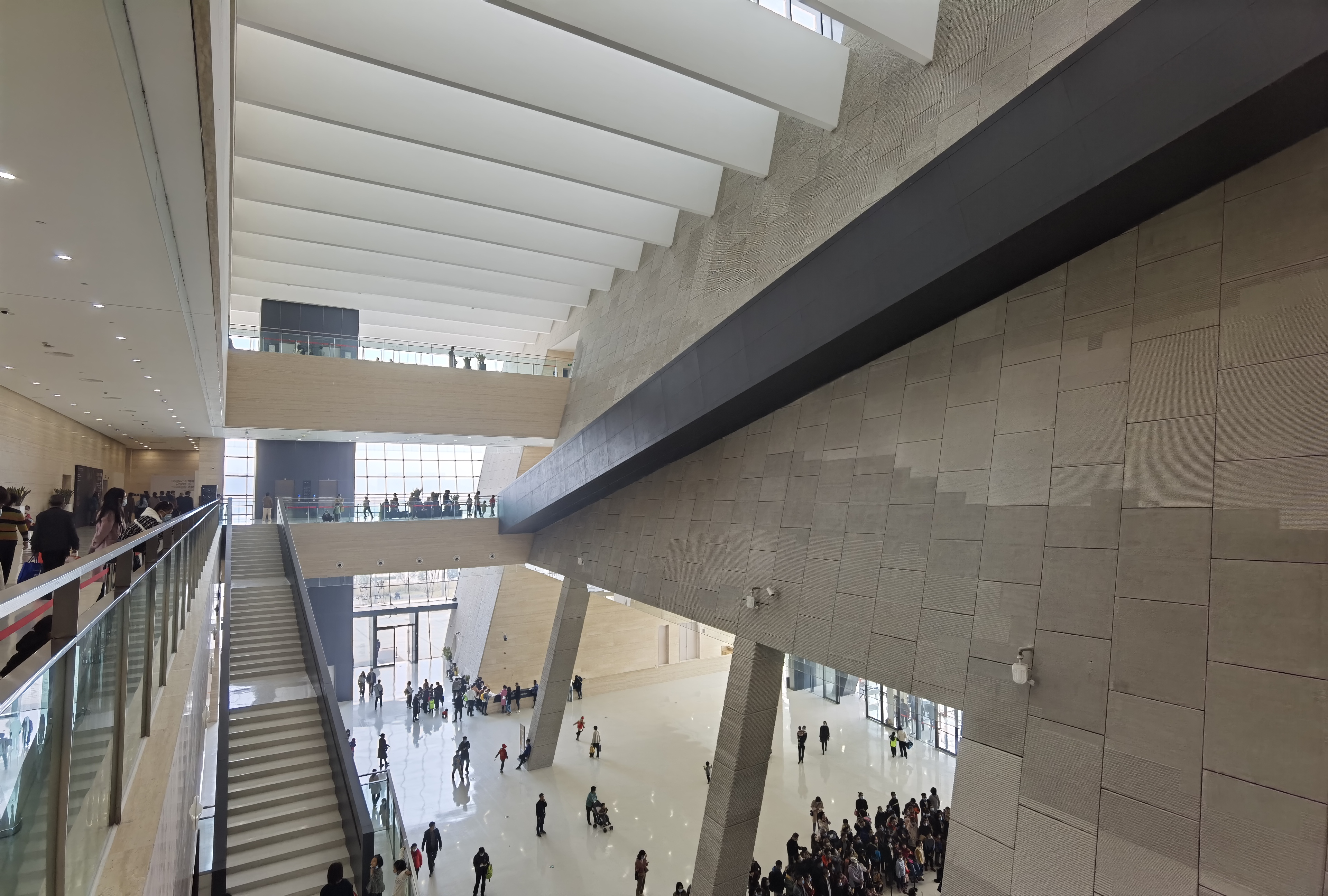
内部设计